# Russ Urlin
Pas d'image ? Cliquez ici
Russ Urlin est un ancien pilote automobile de stock-car né le 2 octobre 1952 à London, Ontario au Canada.
Champion de la série ACT Pro Stock Tour en 1989 grâce à sept victoires, 19 top 5 et 21 top 10 en 21 départs. Il totalise 14 victoires en carrière dans cette série. Il a été le premier canadien à remporter un championnat de l'American Canadian Tour.
Il est le père du pilote Jonathan Urlin.